# Fleckvieh
La Fleckvieh est une race bovine allemande.

## Historique
Elle fait partie du rameau des races pie rouge des montagnes dont l'archétype originel est la Simmental suisse. 
La fleckvieh est élevée en Allemagne depuis très longtemps. Elle a peuplé la Bavière et une partie de l'Autriche en communication naturelle directe avec la Suisse alémanique d'où elle est originaire. Le livre généalogique date de 1879. Elle a reçu l'influence de red holstein et de simmental. L'effectif est stable avec 650 000 vaches et 2 500 taureaux inscrits sur une population de 1,5 million d'animaux.

## Morphologie
Elle porte une robe pie rouge, avec les membres et la tête blanche. Les taches sont bien délimitées et peuvent varier du froment foncé au rouge presque acajou. 
C'est une race de grande taille. La vache mesure 142 cm pour 750 kg. Le taureau 155 cm pour 1 200 kg.

## Qualités
C'est une race mixte qui produit 5 000 kg d'un lait de bonne qualité, en particulier pour la production fromagère. (4 % de matières grasses et 3,4 % de taux protéique) Ses mamelles sont bien adaptées à la traite mécanique. Elle est bien conformée pour la conduite en alpage grâce à son aptitude à la marche et à sa résistance aux amplitudes de températures. 
Elle est une productrice efficace de viande de par sa musculature puissante. Elle le doit à l'influence de la gelbvieh. Elle a la plus belle carrure du rameau des pie rouge des montagnes. C'est la raison pour laquelle elle a été exportée aux États-Unis pour former une population apte à la production de viande en zone montagneuse, devenant ainsi race purement bouchère.